# Carvona
Carvona es un terpenoide que se encuentra naturalmente en muchos aceites esenciales, especialmente en las semillas de alcaravea (Carum carvi), hierbabuena (Mentha spicata), y eneldo.